# Omar Mansour
Pour les articles homonymes, voir Mansour.
Omar Mansour (arabe : عمر منصور), né le 27 janvier 1958 à Tunis, est un magistrat et homme politique tunisien.

## Biographie
Juriste de formation, il est président de chambre à la Cour de cassation de Tunis jusqu'en août 2015, date à laquelle il devient gouverneur de l'Ariana. Entre 2000 et 2008, il est doyen des juges d'instruction et, entre 2008 et 2014 procureur de la République auprès du tribunal de première instance de Tunis.
Le 12 janvier 2016, il est nommé ministre de la Justice dans le gouvernement de Habib Essid. Le 16 septembre, il est nommé gouverneur de Tunis, poste qu'il occupe jusqu'au 29 octobre 2017, date de son limogeage,.